# Кафедра нанофізики та наноелектроніки при РФФ КНУ ім. Т.Г. Шевченка
Кафедра нанофізики та наноелектроніки (до 2011 р. — «кріогенної та мікроелектроніки») заснована 1972 р. при радіофізичному факультеті (нині факультет радіофізики, електроніки та комп'ютерних систем) Київського національного університету ім. Тараса Шевченка.

## Історія кафедри
Організація кафедри та спеціалізації проводилась під керівництвом професора Находкіна М. Г. У 1998—2004 рр. кафедру очолював професор Мелков Г.А, у 2004—2012 рр. — доцент Коваль І. П. У 2012 році кафедру очолив професор Ільченко В. В.
У 1981 р. з метою вдосконалення підготовки спеціалістів по головних напрямках народного господарства на базі КВО ім. С. П. Корольова була створена і понад 10 років працювала філія кафедри кріогенної та мікроелектроніки Київського державного університету «Технологія і матеріали». Завідувач філії Аверкін Ю. А. та викладачі Андросюк Н. П., Белоусов І. В., Галенко В. А., Коробко Л. І. читали лекції і вели лабораторні практикуми з курсів: «Фізика напівпровідникових приладів», «Технологія і матеріали мікроелектроніки», «Фізико-хімічні основи мікроелектроніки» та інші. У 1989 р. на базі Інституту металофізики АН УРСР почала роботу філія кафедри з високотемпературної надпровідності (ВТНП). Студенти філії вивчали курси «Надпровідникова електроніка» (проф. Руденко Э. М.), «Експериментальна фізика» (проф. Пан В. М.), «Теорія надпровідності» (проф. Пашицький Э. А.), «Кристалохімія» (проф. Мельников В. С.).
У 1991 р. до складу кафедри ввійшла група по забезпеченню перепідготовки фахівців з вищою освітою на спецфакультеті з функціональної електроніки та високотемпературної надпровідності, що мала на меті перепідготовку фахівців конструкторів та експлуатаційників сучасної складної медичної апаратури, зокрема, з магнітної томографії. В 1995 р. на базі цього напрямку було організовано кафедру медичної радіофізики.
Протягом 2005—2011 рр. у навчальній роботі кафедри відбулись помітні зміни. Були суттєво оновлені спеціальні курси, які читаються студентам старших курсів, та розроблено нові спецкурси, зокрема, «Фізика поверхні» (проф. Кордюк О. А.), «Кореляційні методи в наноелектроніці» (доц. Голобородько А. О.), «Телекомунікаційні технології» (ас. Коваленко А. В.), «Тунельна мікроскопія і спектроскопія» (доц. Кулик С. П.), «Наноелектроніка» (ас. Горячко А. М.), «Нанофізика та нанотехнології» (ас. Горячко А. М.). Курс «Техніка та електроніка НВЧ» (проф. Мелков Г. А., 4 курс) був розділений на два курси: «Мікрохвильова електродинаміка і електроніка» (проф. Мелков Г. А.), «Техніка та електроніка НВЧ» (доц. Прокопенко О. В.). Замість циклу лабораторних робіт з курсу «Техніка та електроніка НВЧ» була створена «Лабораторія з техніки НВЧ» (ас. Мойсеєнко В. А.), у цикл навчання для бакалаврів 4 курсу була введена «Лабораторія з прикладної фізики» (ас. Мойсеєнко В. А.).
Студентам магістратури почали викладатись нові курси «Сучасна радіофізика та електроніка» (доц. Курашов В. Н., доц. Прокопенко О. В., доц. Коваленко А. В.,), «Комп'ютерні технології у фізиці» (доц. Прокопенко О. В.), «Фізика стохастичних процесів та техніка інформаційних систем» (доц. Прокопенко О. В., доц. Голобородько А. О.). Були створені відповідні нові курси практичних занять та цикли лабораторних робіт. Відбулось також оновлення існуючих лабораторних практикумів, зокрема, було створено 4 нових лабораторних роботи з курсу «Техніка та електроніка НВЧ» (доц. Прокопенко О. В.), створений практикум з курсу «Комп'ютерні технології у фізиці» (доц. Прокопенко О. В.)

## Навчальна лабораторія
При кафедрі функціонує навчальна лабораторія (завідувач Чичирко В. І.), де майбутні бакалаври, спеціалісти та магістри оволодівають практичними уміннями та навичками. Під керівництвом викладачів та наукових співробітників проводяться лабораторні роботи з курсів:
1. «Фізичні основи мікроелектроніки» (Кулик С. П., Голобородько А. О.),
2. «Фізична електроніка» (Кулик С. П.),
3. «Техніка й електроніка НВЧ»,
4. «Комп'ютерний експеримент» (Прокопенко О. В.),
5. «Статистична радіофізика» (Коваленко А. В.),
6. «Квантова радіофізика та нелінійна оптика» (Коваленко А. В.),
7. «Методи обробки сигналів.» (Коваленко А. В.),
8. «Фізика й техніка низьких температур» (Кишенко Я. І.)

На кафедрі розроблено та впроваджено нові унікальні лабораторні роботи, які відображають останні досягнення науки, техніки, виробництва:
1. «Скануюча тунельна мікроскопія» (Мельник П.В, Булавенко С. Ю.),
2. «Дослідження методу реєстрації оптичного фронту сенсора Шека-Гартмана» (Поданчук Д. В.),
3. «Мікрокріогенна система замкненого циклу»(Іванюта О. М., Малишев В. Ю.).

З метою розширення тематики спеціальних курсів до навчального процесу активно залучались і залучаються провідні вчені НАН України проф. Білоколос Є. І., проф. Молчанов А. А., проф. Пан В. М., проф. Пашицький Е. А., проф. Руденко Е. М., проф. Яковкін І. М., чл.-кор. НАН України проф. Рябченко С. М., чл.-кор. НАН України проф. Кордюк О. А.

## Напрямки наукових робіт
З часу заснування кафедри її навчальна та наукова робота охоплює три основні напрямки, згідно з якими було створено три відповідні структурні підрозділи:
1. Фізика поверхні твердого тіла та електронна спектроскопія — очолює академік НАН України проф. Находкін М. Г.
2. Прикладні питання оптичної обробки інформації — очолює доц. Курашов В. Н.
3. Електроніка й техніка НВЧ (надвисокочастотного випромінювання) і взаємодія НВЧ із речовиною — очолює проф. Мелков Г. А.
4. Нелінійні електромагнітні й акустичні явища в розподілених системах із сегнетоелектриками

### Колишні досягнення по напрямкам наукових робіт

#### Фізика поверхні твердого тіла та електронна спектроскопія
Наукові дослідження на кафедрі з напрямку, пов'язаному з фізикою поверхні твердого тіла та електронною спектроскопією, було розпочато в 1953 р. (ще на кафедрі фізичної електроніки) вивченням процесів взаємодії електронів та м'якого рентгенівського випромінювання із твердим тілом. Були встановлені подібність фотоелектронних та електронних збуджень (Каральник С. М., Находкін М. Г. та ін.) подібність у збудження квантами та електронами оже-процесів (Мельник П. В., Находкін М. Г.) та основні закономірності непружного розсіювання електронів середніх енергій у твердих тілах та доведена суттєва роль каскадів кратних розсіювань. Побудовано моделі взаємодії електронів та м'якого рентгенівського випромінювання з твердим тілом, визначено довжини вільного пробігу електронів в твердому тілі та абсолютні значення перерізів пружного розсіювання електронів (Єлізаров О., Кринько Ю. М., Канченко В. А., Коблянський Ю. В., Коваль І. П., Кулик С. П., Мельник П. В., Находкін М. Г., Остроухов О. О., Романовский В.) Висновки, зроблені з цих досліджень, були перевірені в США проф. Фішером і сприяли розробці фізичних основ прогресивних технологій виробництва вакуумних приладів та відіграли значну роль в розробці захисту космонавтів та апаратури від радіаційного впливу.
Значне місце в дослідженнях займала вторинна електронна емісія. Застосування концепції застосування диференціальних характеристик до пружного та непружного розсіювання електронів дозволило вперше отримати такий фізичний параметр як глибина локалізації поверхневих плазмонів, а також розробити новий різновид електронної спектроскопії — спектроскопію пружного розсіяння електронів (Канченко В. А., Кринько Ю. М., Кулик С. П., Мельник П. В., Находкін М. Г., Приходько К. Г.).
Досягнення:
1. Досліджено природу подовженої тонкої структури та залежності коефіцієнта пружного відбиття електронів від їх енергії. Встановлено дифракційну природу цієї структури. На цій основі запропоновано поверхнево чутливий метод дослідження параметрів ближнього порядку в розупорядкованих твердих тілах (метод захищено авторським свідоцтвом). Вказаним методом досліджено розупорядковані іонами аргону та напорошені у вакуумі поверхні Si, GaP, Si+Bi та ін. (Бондарчук О. Б., Гойса С. М., Коваль І. П., Мельник П. В., Находкін М. Г.)
2. Розвинуто метод іонізаційної спектроскопії для аналізу хімічної та просторової структури надтонких (<1 нм) шарів твердого тіла. Започатковано метод кількісної іонізаційної спектроскопії (Андрійчук В. С., Афанас'єва Т. В., Воскобойніков О. М., Гойса С. М., Коваль І. П., Лисенко В. М., Мельник П. В., Находкін М. Г., П'ятницький М. Ю., Шека Д. І.)
3. Було сконструйовано та виготовлено двоканальний лазерний мас-спектрометр (Зиков Г. О., Матвєєв В. Т., Находкін М. Г.), за допомогою якого досліджено вплив надмалих домішок на фізико-хімічні властивості матеріалів електроніки, біологічні об'єкти та довкілля.
4. Лазерний мас-спектрометр відкрив шлях до вдосконалення арсеналу методів криміналістичної експертизи, що показано в монографії «Лазери в криміналістиці та судових експертизах» 1986 р., котра була відзначена 1-ю премією Мінвузу УРСР.
5. В 1960-х рр. почалися дослідження термопластичного запису інформації, які заклали фізичні основи розвитку запису інформації на термопластиках в Україні та СРСР (Бутенко О. Д., Вознюк В. В., Кувшинский Н. Г., Находкін М. Г., Нємцев В. П., Новоселець М. К., Саркісов С. С., Федорченко М. І., Шевляков Ю. М.) через започаткований Всесоюзний семінар та збірник праць «Фундаментальные основы оптической записи информации и среды», котрий видавався 20 років. Це дало можливість створити вітчизняні матеріали, які за рядом параметрів перевищують зарубіжні аналоги. Було налагоджене промислове виготовлення термопластичних середовищ для запису інформації та розроблені обчислювальні напіваналогові пристрої з оптичними каналами зв'язку. За цикл цих робіт співробітники кафедри (Кувшинський М. Г., Находкін М. Г., Нємцев В. П.) у 1970 році були відзначені Державною премією УРСР у галузі науки й техніки. Дослідження полімерних фоточутливих матеріалів були успішно продовжені проф. Кувшинським М. Г. і відзначені Державною премією України в галузі науки і техніки вдруге.
6. Оригінальний підхід при вивченні структури тонких плівок дозволив зробити значний внесок у визначення механізмів формування конденсатів зі стовпоподібною структурою для великого набору матеріалів (Бардамід О. Ф., Находкін М. Г., Новосельська А. І.) Уперше було зафіксовано голкоподібний ріст аморфних плівок тетраедричних напівпровідників та систематизовані дані про структуру металевих плівок. Результати по визначенню структури аморфних плівок стали основою для математичного моделювання росту аморфних конденсатів ученими з США та Нідерландів. Були виявлені нові властивості росту тонких плівок при лазерному напорошенні (Іванець С. С., Находкін М. Г., Новосельська А. І.)
7. На основі розробленої оригінальної методики дослідження структури поперечних перерізів систем плівка-підкладка методами просвічуючої електронної мікроскопії (методика захищена авторським свідоцтвом) було досліджено структуру полікристалічних плівок кремнію та границь розділу в багатошарових плівкових системах (Находкін М. Г., Родіонова Т. В.) Вперше проведена класифікація типів структур полікремнієвих плівок, визначені основні процеси, котрі визначають їх формування, проаналізовані рушійні сили та механізми росту зерен у плівках при відпалюванні.

#### Прикладні питання оптичної обробки інформації
Науковий напрямок на кафедрі нанофізики та наноелектроніки, пов'язаний із прикладними питаннями оптичної обробки інформації, був започаткований у 1970 р. У цей час на базі кафедри квантової радіофізики була створена голографічна лабораторія. Її організатором та першим співробітником був Поданчук Д. В.
Кисіль О. В. разом із Хорошковим Ю. В. та Курашовим В. Н. вперше дослідили розповсюдження оптичної просторово-часової кореляційної функції в однорідному недисперсійному середовищі. Виявлений вплив спектрального складу випромінювання на просторову когерентність дозволив узагальнити відому теорему Ван-Циттерта-Церніке. Ці матеріали були опубліковані в журналі «Квантова електроніка», т.3, № 1, за 1976 р., і увійшли до підручників зі статистичної радіофізики.
Також, Хорошковим Ю. В. була доведена можливість існування єдиної методики отримання зображень об'єктів на основі реєстрації їх дифракційного поля незалежно від властивостей просторової когерентності випромінювання самого об'єкту. В 1982 р. Хорошков Ю. В. під керівництвом Курашова В. Н. захистив кандидатську дисертацію на тему «Ефекти просторово-часової когерентності в оптичних інформаційних системах».
Доц. Курашовим В. Н. розвинений метод узагальнених власних функцій для розв'язку некоректних обернених задач, які зводяться до функціональних рівнянь з неермітовими (несиметричними) лінійними операторами (Известия вузов. Радиоэлектроника. т.4, 2004). До вказаного типу безпосередньо належить велике число задач когерентної і квантової оптики, у тому числі аналізу спектрів поглинання і випромінювання, розсіювання та розповсюдження випромінювання, визначення форми імпульсу на виході лінійної системи, відновлення зображень, спотворених неідеальністю системи формування, тощо.
Дослідження статистичних властивостей флуктуацій когерентного оптичного випромінювання, розсіяного випадково-неоднорідним середовищем з негаусівською статистикою флуктуацій проводилось випускником кафедри 1977 р. Коблянським Ю. В. Було показано, зокрема, що безпосередня і однозначна інтерпретація спостережень у цьому випадку можлива лише при врахуванні інформації про вищі статистичні моменти.
Групою авторів, у тому числі співробітниками кафедри Барчук О. І., Коваленком А. В., Чумаковим О. Г., Голобородьком А. О. під керівництвом доц. Курашова В. Н. детально вивчались поляризаційні явища, що спостерігаються у світловодах через флуктуації показника заломлення. Було показано, що причиною деполяризації світла можуть бути як анізотропні, так і ізотропні флуктуації об'ємного та поверхневого характеру. Пізніше було показано існування радіаційних втрат в оптичних нановолокнах, обумовлених розсіюванням на заморожених капілярних хвилях інтерфейсу скло/повітря. Запропоновано теоретичну модель таких втрат та встановлено, що співвідношення між потужністю розсіяного світла та спектральною густиною потужності шорсткої поверхні має нелінійний характер.
На розвиток наукової діяльності лабораторії справило вплив інтенсивне підвищення потужності доступної обчислювальної техніки, яке почалося з кінця 1980-х рр. Одним з ентузіастів інтенсивного використання комп'ютерного моделювання і комп'ютерного експерименту був Чумаков О. Г. Під керівництвом Курашова В. Н. він займався розробкою узагальнених фільтрів для подальшого їх використання в гібридних системах оптоелектронного розпізнавання сигналів. Основною проблемою при їх синтезі була висока обчислювальна складність відомих оптимальних методів їх побудови. Такими відомими методами є перетворення Карунена-Лоева та дискримінантний аналіз. Курашовим В. Н. разом з Чумаковим О. Г. було розроблено швидкий метод синтезу фільтрів Карунена-Лоева для невеликих навчаючих вибірок сигналів з великою кількістю відліків і розроблене відповідне програмне забезпечення на Фортрані. З його допомогою вирішувались різні наукові задачі, основними з яких були розпізнавання зображень та радіотехнічних сигналів, зворотні задачі типу надрозрізнення та інші. Цими задачами і пов'язаними з ними задачами займався також Коваленко А. В., було захищено ряд курсових і дипломних робіт. З 1994-го року в лабораторії для обробки сигналів починає використовуватись новий на той час апарат wavelet (хвилькових) функцій. У 1996 р. Мусатенко Ю. С. під керівництвом Курашова В. Н. захистив дипломну роботу по швидких алгоритмах наближеного перетворення Карунена-Лоева з їх використанням. Далі, вже в аспірантурі Мусатенко Ю. С. займався задачами статистичного розпізнавання зображень з використанням хвилькових функцій та стиснення наборів зображень на основі хвилькових перетворень та перетворення Карунена-Лоева. За роботи в цій галузі він став лауреатом премії імені Тараса Шевченка за 1998 р., яка щорічно присуджується Київським університетом імені Тараса Шевченка, і лауреатом конкурсу 1998 р. «На здобуття премій молодих учених і студентів вищих навчальних закладів за найкращі наукові роботи», які присуджуються Національною академією наук України. На основі отриманих результатів у 2001 році під керівництвом Находкіна М. Г. та Курашова В. Н. Мусатенко Ю. С. захистив кандидатську дисертацію.

#### Електроніка й техніка НВЧ і взаємодія НВЧ із речовиною
Розробка наукового напрямку кафедри, пов'язаного з дослідженням фізики лінійних та нелінійних взаємодій надвисокочастотного (НВЧ) випромінювання з речовиною, почалась ще на кафедрі квантової радіофізики. Завідувач цієї кафедри Дерюгін І. А. у 1961 р. поставив перед Глуховцевим А. І., Закревським С. В. та Мелковим Г. А. задачу: дослідити можливість створення електронних приладів для обробки НВЧ сигналів на основі нелінійних властивостей твердого тіла, зокрема, на основі магнітних та напівпровідникових матеріалів. Виконуючи цю задачу, Мелков Г. А. у 1963 р. вперше зареєстрував багатоквантові процеси в феритах у НВЧ діапазоні. Це дало поштовх до відкриття нових фізичних явищ та створення цілої низки НВЧ пристроїв. Зокрема, у 1966 р. Дерюгіним І. А., Запорожцем В. В. та Мелковим Г. А. було вперше спостережено двоквантове поглинання у феритах в НВЧ діапазоні. Це поглинання було резонансним та спостерігалось при постійних магнітних полях, які в два рази перевищували поле звичайного феромагнітного резонанса. Мелков Г. А., Луценко А. Л. та Кутовий М. Г. провели детальне дослідження багатоквантових процесів у феритах, на базі чого їм вдалося створити ряд унікальних феритових помножувачів частоти, які працюють у діапазоні довжин хвиль від 3 см до 4 мм. Вихідна потужність цих помножувачів змінювалась від 1 Вт до 12 кВт, коефіцієнт перетворення потужності сягав 70 %.
У 1972 р. вперше у світі Мелков Г. А., Луценко А. Л. та Артюх М. М. розробили методику застосування відкритих діелектричних резонаторів в нелінійних приладах НВЧ на основі феритів. Мелковим Г. А. була створена теорія вимушених коливань відкритих діелектричних резонаторів на НВЧ. Діелектричні резонатори дозволили суттєво збільшити концентрацію поля поблизу феритів, тим самим збільшивши ефективність нелінійних процесів та приладів на них: феритових помножувачів, обмежувачів, підсилювачів НВЧ. Більш ніж на два порядки була зменшена порогова потужність паралельної накачки спін-хвильової нестабільності. У 1973 р. Ільченко М. Ю. (Київський політехнічний інститут, нині академік НАН України) та Мелков Г. А. розробили теорію та основи застосування в керованих магнітним полем приладах НВЧ складеного ферит-діелектричного резонатора.
складеного ферит-діелектричного резонатора.
У 1974 р. Мелков Г. А. та Гранкін В. Л. почали вивчення впливу доменної структури та поверхневих неоднорідностей на нелінійні властивості феритів, почалося дослідження магнітодинамічного резонансу в феритах, який являє собою зв'язані коливання діелектричної та спінової систем феритів.
У 1977 р., разом з вченими Київського політехнічного інституту Ільченком М. Ю. та Мирських Г. А. Мелковим Г. А. була опублікована монографія «Твердотільні НВЧ фільтри», яка узагальнювала результати багаторічної діяльності кафедри кріогенної та мікроелектроніки в області використання діелектричних резонаторів та магнітодинамічних коливань для створення нових електронних приладів, зокрема фільтрів НВЧ, що перестроюються.
У 1981 р. Лавриненком А. В., Львовим В. С., Мелковим Г. А. та Черепановим В. Б. була відкрита принципово нова «кінетична» нестійкість сильно нерівноважної системи спінових хвиль. В результаті розвитку цієї нестійкості відбувалася динамічна бозе-конденсація квазічастинок на дні спін-хвильового спектра, що супроводжувалася випромінюванням із фериту електромагнітної енергії, частота якої не залежала від частоти зовнішніх сигналів, а визначалася тільки величиною постійного магнітного поля. Кінетична нестійкість була потім виявлена дослідниками багатьох країн і для хвиль іншої природи: пружних, магнітопружних, ядерних спінових та ін. За допомогою кінетичної нестійкості вдалося одержати ряд фундаментальних відомостей про характер спінових взаємодій у феромагнетиках, зокрема, про межі спектру його збуджень.
У 1984 р. Мелков Г. А., Житнюк В. С., Соловйов Д. О. разом зі співробітниками НДІ «Сатурн» Гассановим Л. Г. (пізніше — членом-кореспондентом НАН України), Наритніком Т. Н., Федоровим В. Б. розпочали розробку основ діелектроніки — НВЧ мікроелектроніки, що базується на використанні дзеркальних діелектричних хвилеводів та відкритих діелектричних резонаторів. Використання тонкоплівкової діелектричної техніки дозволило суттєво покращити параметри багатьох лінійних та нелінійних приладів, створити нові оригінальні невзаємні прилади НВЧ.
Ще одним досягненням в області діелектроніки було створення випробувальних стендів для дослідження магнітодіелектриків. Мелковим Г. А. та Луценком А. Л. разом з співробітниками НВО «Феррит», м. Ленінград, Сафантьєвським А. П., Фоміною Є. С., Рашевською Л. П. була створена і в 1985 р. була впроваджена установка для дослідження порогових властивостей феритів на базі діелектричних резонаторів. В результаті цих досліджень були з'ясовані технологічні шляхи підвищення робочих потужностей магнітодіелектриків, що привело до розробки нових феромагнітних матеріалів з підвищеним значенням порогу нестабільності, які стали базою для приладів НВЧ високого рівня потужності. Серед них ряд феритів нікелевої системи для пристроїв міліметрового діапазону довжин хвиль, що перевищували за параметрами світовий рівень, а також ряд феритів літієвої системи для керуючих приладів НВЧ.
В 1987 р. Мелков Г. А. та Шолом С. В. уперше вивчили параметричне збудження спінових хвиль локальною нестаціонарною накачкою.
Результати досліджень лінійних та нелінійних взаємодій спінових хвиль та коливань в магнітодіелектриках були узагальнені в двох монографіях, що були написані Мелковим Г. А. разом з проф. Гуревичем О. Г. (ФТІ АН СРСР, м. Ленінград). Одна з цих монографій — «Magnetization Oscillation and Waves» — була видана в 1996 р. в США, друга — «Магнитные колебания и волны» — в Росії у 1994 р.
Після відкриття високотемпературної надпровідності у 1986 р. на кафедрі кріогенної та мікроелектроніки почалося інтенсивне дослідження властивостей високотемпературних надпровідників (ВТНП). Спочатку ці дослідження проводились Заблоцьким І. Л. та Мелковим Г. А., а потім до них приєдналися Малишев В. Ю., Єгоров Ю. В., Тиберкевич В. С., Іванюта О. М. Головним напрямком досліджень було вивчення нелінійних властивостей ВТНП та приладів на їх основі. Було проведено детальне дослідження нелінійного імпедансу плівок ВТНП на НВЧ (Мелков Г. А., Касаткін О. Л., Малишев В. Ю.), у результаті чого була запропонована модель реальної плівки ВТНП.
В 1995 р. Мелков Г. А., Соловйов Д. О. та Рубльов Д. Є. разом з технологами із Сибірського відділення АН СРСР Врацьких В. Ф. та Шевчуком П. П. розробили перший в Україні приймальний модуль восьмиміліметрового діапазону довжин хвиль, що використовує ВТНП плівки. Приймач, крім вхідного змішувача на діоді Шотткі, включав вхідний мікросмужковий тракт з малими втратами та фільтр НВЧ на базі плівок ВТНП.
В 1996 р. на кафедрі кріогенної та мікроелектроніки разом з Oakland University, USA, почались інтенсивні дослідження нелінійних хвиль в магнітних плівках ЗІГ. Мелковим Г. А., Багадою А. В., Сергою О. О. та Славіним О. М. вперше було отримано параметричне підсилення солітонів в НВЧ діапазоні. В 1997 р. було виявлено та детально досліджено обернення хвильового фронту лінійних сигналів та солітонів магнітостатичних хвиль, причому вперше обернення хвильового фронту реалізовано за рахунок трихвильової взаємодії. Тиберкевичем В. С. була створена теорія взаємодії магнітостатичних хвиль з локальною нестаціонарною параметричною накачкою, яка добре пояснила більшість наявних експериментальних результатів та дозволила знайти оптимальні умови для досягнення максимальних ефектів. В результаті досягнуто підсилення прямих хвиль, що перевищує 30 dB, на такому ж рівні виявився коефіцієнт перетворення прямої хвилі в обернену. Розроблена та реалізована методика підсилення сигналу зі стисненням сигнального імпульсу в часі, що дозволило, зокрема, отримати аномально високе підсилення солітонів — до 17 dB замість 6 dB, які можна досягти при підсиленні солітонів в ідеальному лінійному підсилювачі. Вперше в реальному масштабі часу реалізовано інверсію форми сигналу в часі.
У 2000 р. Мелковим Г. А., Сергою О. О., Коблянським Ю. В., Тиберкевичем В. С. та Славіним А. М. (Oakland University, USA) виявлена можливість обернення будь-якої оборотної релаксації, наприклад, релєєвського розсіювання світла, розсіювання хвиль у матовому середовищі, а в магнетиках — двомагнонного розсіювання хвиль на неоднорідностях. Це обернення ґрунтується на частотно-селективному підсиленні хвиль локальною нестаціонарною параметричною накачкою. Отримані перші позитивні результати по оберненню двомагнонної релаксації в монокристалічних плівках ЗІГ.
У 2004 році цикл наукових робіт Мелкова Г. А. і Коблянського Ю. В. «Обернення хвильового фронту і фазове спряження спінових хвиль і коливань», що виконані протягом 1999—2004 років, відзначений премією імені І.Пулюя НАН України в галузі експериментальної фізики. Проведені дослідження можуть стати основою нового покоління електронних приладів, придатних для кореляційної обробки мікрохвильової інформації. Зокрема, на основі проведених досліджень створений прототип активної бездисперсійної лінії затримки, максимальний час затримки сигналу в якій у десять разів перевищує досягнуті значення для відомих пасивних ліній затримки. Створений неруйнівний метод вимірювання параметрів релаксації дипольно-обмінних спінових хвиль, що є власними збудженнями сучасних нанорозмірних елементів магнітної пам'яті.

#### Нелінійні електромагнітні й акустичні явища в розподілених системах із сегнетоелектриками
Група співробітників під керівництвом доктора фізико-математичних наук професора Кошової С. В. проводила дослідження нелінійних електромагнітних і акустичних явищ в розподілених системах з сегнетоелектриками.
Були дослідженні процеси помноження частоти в хвилеводі, частково заповненого сегнетоелектриком, особливості параметричного підсилення і методи отримання синхронізму в такій системі (Гримальський В. В., Кононов М. В.)
Розроблені технологія і методи виготовлення діелектричних хвилеводів на основі поліетилену з різними наповнювачами. На основі таких хвилеводів розроблено конструкцію генераторів міліметрового діапазону довжин хвиль на лавинопролітних діодах і балансних змішувачів (Гажиєнко В. В., Кишенко Я. І., Кононов М. В., Кошова С. В.).
На підставі дослідження НВЧ властивостей напівпровідників з вузькою забороненою зоною була показана можливість генерації НВЧ коливань у напівпровідниках із безщілинною зоною за рахунок нестандартності закону дисперсії. Показана можливість застосування квазіоптичних резонансних структур з метою створення генераторів НВЧ коливань на безщілинних напівпровідниках. Була показана також можливість використання поверхневих хвиль для дослідження поверхневих станів безщілинних напівпровідників (Кошова С. В., Пустильнік О. Д.).
Досліджено взаємодію електромагнітних хвиль міліметрового та субміліметрового діапазону з інтегральними p-i-n-структурами і розроблено на їх основі новий клас керуючих приладів. Проводилась розробка радіолокаційних вимірювачів малих переміщень, а також окремих вузлів радіотехнічної системи дистанційного зондування середовищ (Кишенко Я. І., Кошова С. В.).
Визначені фізичні процеси, що обумовлюють швидкодію інтегральних поверхнево-орієнтованих p-i-n-структур. Запропоновані технологічні рішення для оптимізації параметрів та характеристик інтегральних p-i-n-структур. Розроблені широкосмугові модулятори високого рівня потужності міліметрового та субміліметрового діапазонів (Гримальский В. В., Кишенко Я. І., Кошова С. В.)

### Новітні розробки та досягнення основних напрямків досліджень кафедри

#### Фізика поверхні твердого тіла та електронна спектроскопія
Останні роки багато сил докладається до розробки та вдосконалення методу скануючої тунельної мікроскопії та спектроскопії. Створено перший у державах СНД унікальний надвисоковакуумний скануючий тунельний мікроскоп, що дозволило досліджувати процеси на поверхні твердих тіл на атомному рівні, спостерігати окремі атоми і навіть, в окремих випадках, керувати Їх поведінкою (Булавенко С. Ю., Горячко А. М., Любинецькиий І. В., Мельник П. В., Находкін М. Г.).
Експериментально та теоретично вивчено електронні та адсорбційні властивості низькоіндексних граней кремнію та германію з різним ступенем упорядкування та процеси формування інтерфейсів кремнію з лужними та перехідними металами та елементами 5 — ї групи періодичної системи (Афанас'єва Т. В., Булавенко С. Ю., Горячко А. М., Коваль І. П., Лень Ю. А., Мельник П. В., Находкін М. Г., Николайчик А. Е., П'ятницький М. Ю., Федорченко М. І.).
Зокрема, в останні роки:
1. Експериментально досліджено кінетику взаємодії молекулярного кисню з поверхнею Si(001), вкритою моношаром хрому. Показано, що поява оксидів кремнію на такій поверхні відбувається при на багато порядків менших експозиціях у молекулярному кисні, ніж на чистих поверхнях Si(001). Встановлено, що в системі 1 МШ Cr/Si(001) атоми Cr пришвидшують процеси окислення кремнію так, що утворення оксидів кремнію та хрому має місце при витримках в молекулярному кисні на два-три порядки менших, ніж на чистих поверхнях Si(001).
2. Показано, що при формуванні інтерфейсу Au з Si наявність на поверхнях Si тонкого шару атомів Sb призводить до значного зменшення взаємної дифузії атомів Si та Au, що може бути використане для формування квантових ям утворених плівками Au на поверхнях Si. Дослідження особливостей формування інтерфейсів Sn з кристалічними поверхнями, Ge(111)-c(2x8) та Si(111)-(7x7) дозволило встановити, що, як і поверхня Si(111)-(7x7), поверхні Ge(111)·3x·3R30:Sn, Ge(111)-7x7:Sn, Si(111)·3x·3 R30:Sn мають приповерхневі електронні стани поблизу рівня Фермі, які обумовлені латеральними напруженнями в приповерхневих шарах (Находкін М. Г., Федорченко М. І.)
3. Встановлено, що в системі Ge(113): As при відпалі субмоношарових покриттів утворюється структура Ge(113): As-1х1 з роботою виходу, більшою за роботу виходу чистої поверхні Ge(113). Це відбувається внаслідок утворення шару впорядкованих диполів з переносом електронної густини від атомів Ge до атомів As у відповідності зі значеннями їх електронегативностей. При відпалі покриттів, більших за 1МШ утворюється структура Ge(113): As-2х1 з роботою виходу, меншою за роботу виходу чистої поверхні Ge(113). Причиною цього, швидше за все, є вбудовування атомів As в приповерхневу область Ge(113) (Находкін М. Г., Федорченко М. І.)
4. Дослідження формування інтерфейсу Sb/Ge(100) методами електронної спектроскопії показало, що при формуванні моношарового покриття атомів Sb на поверхні Ge(100)-(2x1) при температурах 260C- 500С має місце зміна електронних властивостей поверхні пов'язана з проявом ефекту поверхневого змішування між атомами Sb та Ge (вбудовуванням атомів Sb в матрицю атомів Ge) (Находкін М. Г., Федорченко М. І.)
5. Методами квантово-хімічного комп'ютерного моделювання:
  1.  — визначено найбільш ймовірні місця адсорбції атомів хрому на Si(001)2х1, показано що відбувається зняття реконструкції на поверхні Si. При покриттях порядку моношару атоми хрому вбудовуються в кремнієву підкладинку між димерним і першим шарами кремнію (Коваль І. П., Находкін М. Г., НіколайчикА.Е
  2.  — визначено найбільш імовірні місця адсорбції одного, двох та трьох атомів кисню на поверхні Ge/Si(001). Показано, що найбільш енергетично вигідним є утворення місткових зв'язків Si-O-Si між атомами димеру і атомами другого поверхневого шару а також показано, що адсорбція атомів кисню сприяє перемішуванню атомів Ge і Si. Визначено, що найбільш енергетично вигідним на поверхні Ge/Si(001) є утворення 2+ координованого оксиду Si (Грінчук О. А., Коваль І. П., Находкін М. Г.);
  3.  — дослідження дифузії В-димеру Bi-Bi вздовж димерного ряду Si(001)2x1 за допомогою розрахунків з перших принципів показують, що найбільш імовірному шляху дифузії відповідає рух цілого аддимера, з активаційним бар'єром ~1,79 еВ, що добре узгоджується з експериментом Показано, необхідність врахування статичної кореляції при розрахунках дифузії аддимерів Bi на поверхні Si(001)2x1. (Афанас'єва Т. В., Коваль І. П., Находкін М. Г.)
6. Встановлено, що дзеркала з аморфного металу є перспективними для використання в діагностиці термоядерних реакторів, бо під час їх бомбардування іонами дейтерієвої плазми на поверхні не розвивається топографія, обумовлена субструктурою, характерною для полікристалів та полікристалічних плівок і таким чином, коефіцієнт відбиття не зменшується зі збільшенням дози опромінення. (O.Ф.Бардамід, K.I.Якімов)
7. Експериментально доведено, що тривале бомбардування низько енергетичними (<100 eV) іонами D2+ викликає хімічну ерозію пошкодженого при поверхневого шару діагностичних оптичних дзеркал в термоядерному реакторі та відновлення до високих рівнів коефіцієнту відбиття діагностичних оптичних дзеркал в ITER (International Thermonuclear Experimental Reactor). (O.Ф. Бардамід, K.I.Якімов)
8. Показано, що змінюючи енергію іонів дейтерію, що бомбардують поверхню Al дзеркал для діагностики термоядерної плазми, можна циклічно управляти хімічним складом та товщиною окисного-гідроокисного приповерхневого шару дзеркала і, відповідно, коефіцієнтом його оптичного відбиття. (O.Ф. Бардамід, K.I.Якімов)
9. Впорядковані масиви нанорозмірних об'єктів утворюються на поверхні Si(445) як у чистому вигляді, так і в присутності адсорбатів. Масиви одновимірної періодичності характерні для термічно обробленої чистої поверхні. Двовимірна періодичність спостерігається при взаємодії цієї поверхні з вісмутом. При коадсорбції на поверхні Si(445) міді та вісмуту, в плівці вісмуту формуються нуль-розмірні квантові точки а також нанолінії, сформовані із окремих вісмутових острівців. (Кулик С. П., Находкін М. Г.)
10. Методом просвітлювальної електронної мікроскопії досліджено вплив температури відпалювання на фасетування границь зерен в легованих фосфором полікремнієвих плівках, що отримані методом хімічного осадження з газової фази в реакторі зниженого тиску. Встановлено температурні інтервали існування фасеток, кути між якими дорівнюють 900, 1090, 1240 та 1400. Показано, що фасетування має місце як при нормальному, так і при аномальному рості зерен. Проаналізовано роль двійникування в процесах фасетування границь зерен. Також досліджено вплив температури відпалювання на фасетування вершин двійникових прошарків у зернах легованих фосфором полікремнієвих плівок, що отримані методом хімічного осадження з газової фази в реакторі зниженого тиску. Встановлено, що типи фасеток визначаються температурою відпалювання. Показано, що фасетки {522}1/{144}2, або (130)Σ3ГСВ, {511}1/{111}2, або (120)Σ3ГСВ та {411}1/{012}2, або (210)Σ3ГСВ мають місце при температурі 11200С° фасетки {511}1/{111}2, або (120)Σ3ГСВ та {211}1/{211}2, або (010)Σ3ГСВ спостерігаються при температурі 11500С°. (Находкін М. Г., Родіонова Т. В.).

Рішення наукових проблем вимагало наявності відповідної експериментальної бази. Можливості придбати промислове обладнання майже ніколи не було: воно або зовсім не випускалось, або мало незадовільні параметри, або дорого коштувало. Тому поряд із розв'язанням фізичних проблем завжди багато уваги приділялось створенню наукового обладнання власними силами. Було розроблено та виготовлено комплекс унікальної апаратури та розвинуто низку найсучасніших методів дослідження взаємодії електронів та квантів електромагнітного випромінювання з поверхнею твердого тіла та всебічного контролю та керування властивостями поверхні в умовах надвисокого вакууму (Бардамід О. Ф., Бондарчук О. Б., Гойса С. М., Зиков Г. О., Кринько Ю. М., Канченко В. А., Коваль І. П., Колесник О. Г., Кулик С. П., Лень Ю. А., Лисенко В. М., Мельник П. В., Находкін М. Г., Новосельська А. І., Родіонова Т. В., Федорченко М. І.). У виготовленні унікального обладнання визначну роль відіграв М. С. Карпенко, який пропрацював в університеті понад 70 років. Значний внесок інженерно-технічних співробітників Гулого О. П., Донця В. Н., Зосима М. Л., Крокоса В. В., Софієнка В. І., Тяпкіна П. В., Чикмаренка Г. В., Чичирка В. І., Якимова К. І.
Наукові результати, отримані протягом 2006—2012 рр. акад. Находкіним М. Г., його науковою групою та учнями, були високо оцінені вітчизняною науковою спільнотою і відмічені такими нагородами:
1. — Відзнакою університету II ступеня нагороджений проф., акад. НАН України Находкін М. Г.
2. — Орденом «За заслуги» III ступеня нагороджений проф., акад. НАН України Находкін М. Г.
3. — У 2008 році Премія імені Н. Д. Моргуліса НАН України була присуджена акад. НАН України, проф. Находкіну М. Г. та ст. н. с. проф. Мельнику П. В. за цикл робіт «Дослідження взаємодії електронів середніх енергій з поверхнею твердого тіла та її структури і властивостей за допомогою скануючої зондової мікроскопії з атомною роздільною здатністю».
4. — У 2009 році орденом «За заслуги» II ступеня нагороджений проф., акад. НАН України Находкін М. Г.
5. — Відзнакою НАН України «За наукові досягнення» нагороджений проф., д.ф.-м.н., академік НАН України Находкін М. Г.
6. — Почесною грамотою Президії і Центрального комітету профспілки працівників НАН України нагороджений проф., к.ф.-м.н., ст. н. с. Мельник Павло Вікентійович.
7. — Оголошено подяку Київського міського голови за сумлінну працю Родіоновій Т. В. та Чичирку В. І.
8. — Грамотою ректора Київського національного університету імені Тараса Шевченка за сумлінну працю нагороджені Родіонова Т. В. та Тараненко А. В.
9. — Оголошено Подяку ректора Київського національного університету імені Тараса Шевченка за багаторічну сумлінну Курашову В. Н. та Федорченку М. І.
10. — Стипендія Кабінету Міністрів України для молодих вчених призначена Горячку А. М. за плідну наукову діяльність.

#### Прикладні питання оптичної обробки інформації
Вивчення розсіяних векторних оптичних полів дозволило авторам запропонувати фізичну модель утворення поляризаційних спеклів при розсіянні поляризаційно модульованого лазерного випромінювання дифузними середовищами та шорсткими поверхнями. Вперше було розв'язано векторну задачу дифракції на анізотропному фазовому екрані. У дослідженнях просторової кореляції світла методами інтерферометрії інтенсивностей показано, що обмеження інтерферометрії амплітуд, обумовлені флуктуаціями показника заломлення у турбулентних каналах, значною мірою можуть бути подолані. Можливість значного покращення чутливості та роздільної здатності інтерферометричних вимірювань підтверджено експериментально в умовах полігонних спостережень. За результатами досліджень розсіяння світла у дифузних середовищах опубліковано низку робіт у провідних журналах (Оптика и спектроскопия, т.72, 1992, Optics Express, v.16, 2008, Український фізичний журнал, т.57, 2012, тощо) та захищено кандидатські дисертації Барчук О. І. (2002) та Голобородьком А. О. (2007).
Співробітником кафедри Коваленком А. В. запропоновано загальний підхід до задачі відновлення хвильового фронту за його локальними нахилами із застосуванням процедури оптимальної оберненої фільтрації. Продемонстровано можливість використання такого методу як для зонального, так і для модального відновлення. Показано, що існує оптимальний порядок модової апроксимації хвильового фронту, який забезпечує мінімальну середньоквадратичну похибку при модальному відновленні. Запропоновано метод практичної оцінки оптимального порядку апроксимації, придатний для практичного використання при обробці результатів фізичного експерименту. Ці результати лягли в основу кандидатської дисертації, захищеної Коваленком А. В. у 2010 році.
Випускник кафедри 1983 р. Данько В. П. ще студентом модернізував лабораторну роботу з оптичної обробки інформації. Його дипломна робота, виконана під керівництвом ст. наук. співроб. Поданчука Д. В., була присвячена голографічним методам корекції фазових спотворень просторово-часових модуляторів світла (ПЧМС). Ним були створені оптичні елементи у вигляді голограм сфокусованого зображення, що дозволило суттєво покращити частотне розрізнення спектроаналізатора без звуження смуги одночасно аналізованих просторових частот.
Серед інших наукових досягнень лабораторії слід відзначити вирішення деяких прикладних проблем оптичної обробки інформації:
— експериментально досліджено особливості структурно-кореляційного аналізу одновимірних сигналів, представлених у двовимірному бінарно-растровому вигляді та на узагальненій фазовій площині (Поданчук Д. В., Курашов В. Н., Кисіль О. В.). Показано, що ці методи аналізу дозволяють у повній мірі використовувати двовимірність оптичного каналу та спрощують оптичну реалізацію траспарантів сигналів на ПЧМС;
— розроблено принципи побудови спеціалізованих оптоелектронних процесорів, які призначені для виконання операцій лінійної алгебри, багатоканальної кореляційної обробки сигналів та формування діаграм напрямків фазованих антенних ґраток (Поданчук Д. В., Барчук О. І., Данько В. П.)
Протягом 1998—2001 рр. в лабораторії проведені експериментальні дослідження фазових неоднорідностей хвильових полів, які формуються оптичними приладами з різним ступенем аберацій (Поданчук Д. В., Курашов В. Н., Данько В. П., Коваленко А. В.) Основні наукові результати, які були отримані за цей час:
1. запропоновано та експериментально реалізовано голографічний метод формування та перетворення хвильових фронтів у сенсорах типу Шека-Хартмана, що значно розширило їх функціональні можливості;
2. розроблено сенсор хвильового фронту, який використовує програмно-керовану апертуру і може використовуватися для тестування оптичних елементів зі статичними абераціями. Продемонстровано застосування сенсорів для вимірювання фазових спотворень в комірці Брегга й двозаломлюючій лінзі та форми поверхні ферит-гранатових плівок;
3. застосовано метод адаптивної оптики до проблеми визначення та корекції аберацій зору людини. Отримані експериментальні результати з визначення аберацій двопрохідної оптичної моделі ока дозволять у майбутньому створити офтальмологічні прилади принципово нового типу.

У 2002 році старшим науковим співробітником Поданчуком Д. В. запропоновано новий тип сенсорів хвильового фронту, заснований на використанні матриць голографічних мікролінз. Це відкрило широкі можливості при адаптивній обробці хвильового фронту та стало передумовою створення якісно нового покоління сенсорів з кращими технічними характеристиками. Групою авторів — Данько В. П., М. М. Котов, Сутягіна (Голобородько) Н. С. під керівництвом с.н.с. Поданчука Д. В. — запропоновано та експериментально досліджено адаптивний сенсор хвильового фронту з матрицею голографічних мікролінз, що заснований на ітераційному алгоритмі запису голограм з компенсацією спотворень для послідовних станів зашумленого спеклами хвильового фронту. Вперше у світі використано ефект нелінійного запису голограм для створення двофокусної матриці мікролінз. Розроблений на його основі сенсор хвильового фронту з матрицею попередньо корегованих нелінійних голографічних мікролінз в порівнянні з найкращими зарубіжними зразками має ширші функціональні можливості:
1. підвищену чутливість та точність вимірювання аберацій, яка досягається за рахунок оптимального вибору фокусної відстані голографічної матриці мікролінз та використання спеціального алгоритму обробки результатів вимірювання;
2. розширений кутовий динамічний діапазон вимірювання, який досягається завдяки спеціальній побудові матриці мікролінз з двома різними фокусними відстанями та використанню алгоритму сумісної обробки результатів вимірювання;
3. можливість попередньої реєстрації нестандартних аберацій в голографічній пам'яті сенсора, що дозволяє реалізувати динамічний алгоритм обробки зміни фази досліджуваного хвильового фронту на фоні значної статичної аберації;
4. нижчу вартість завдяки використанню в сенсорі голографічної матриці мікролінз, яка значно дешевше рефракційної оптики.

Вказані розробки мають пріоритетний характер і відповідають найновішим світовим досягненням у цій області. За результатами досліджень у період 2002—2006 років опубліковано багато наукових робіт, з них дві статті в журналі Optical Engineering за 2003 (v.42, № 11) та 2006 (v.45, № 5) роки. В останній час в лабораторії запропоновано перспективну конфігурацію сенсора хвильового фронту на ефекті Талбота (Applied Optics, V. 51, 2012).
Створені у лабораторії сенсори хвильового фронту різної конфігурації знайшли застосування у задачах дослідження структури відбиваючих поверхонь. Зокрема, останнім часом:
— розроблена та експериментально перевірена нова методика аналізу субмікронного рельєфу поверхні напівпровідникових зразків в оптичному діапазоні. Головною оригінальною особливістю методу є застосування модифікованого сенсора хвильового фронту з підвищеною просторовою роздільною здатністю, що дозволило виявляти неоднорідності структури поверхні в локальній області в декілька мікрометрів з роздільною здатністю елементів структури;
— запропоновано метод обробки даних тестування, який ґрунтується на використанні багатовимірного статистичного аналізу в просторі головних компонент, який дозволив проводити ефективну класифікацію локальних областей поверхні і виявляти наявність субмікронних неоднорідностей і дефектів. Такий аналіз не потребує попередньої обробки первинних даних сенсора і може проводитися у реальному часі. При створенні відповідної бази даних для формування навчаючої вибірки класифікація може здійснюватися за типом чи морфологічними модифікаціями структури (наприклад рівноосьовій, дендритній, волокнистій, тощо). Експерименти підтверджують ефективність застосування запропонованої методики при тестуванні поверхні в субмікронній області. Зокрема, на поверхні тестових зразків полікристалічного кремнію виявлено та ідентифіковано структурні неоднорідності з висотою рельєфу 10—30 нм і характерним розміром 50—100 нм. Ці дослідження частково увійшли в кандидатську дисертацію Голобородько Н. С., захищену у 2010 році.

#### Електроніка й техніка НВЧ і взаємодія НВЧ із речовиною
Протягом 2006—2012 рр. наукова робота в науковій групі проф. Мелкова Г. А. розвивалась в основному в чотирьох напрямах:
1. вивчення нелінійних ефектів при взаємодії спінових хвиль з потужною параметричною електромагнітною накачкою у магнітних плівках;
2. вивчення Бозе-Ейнштейнівської конденсації магнонів у магнітних системах;
3. вивчення взаємодії мікрохвильового випромінювання з надпровідними структурами у діапазоні НВЧ;
4. теоретичне та експериментальне дослідження лінійних та нелінійних явищ у магнітних наноструктурах в мікрохвильовому діапазоні.

У 2006 р. було досліджено можливість використання для обробки мікрохвильової інформації однорідних та структурованих металевих плівок, зокрема, було досліджено гібридні системи, що складаються з феритових та металевих плівок, що знаходяться в контакті. За рахунок зміни спектру магнітостатичних хвиль вперше спостерігався ефект частотної конверсії при параметричному обертанні хвильового фронту, сконструйовано активний фільтр, частота і смуга пропускання якого визначаються потужністю та тривалістю імпульсу параметричної накачки. Досліджені нелінійні властивості електродинамічних систем, що складаються з плівок пермалою товщиною менше 1 мкм. Вперше вдалося спостерігати електромагнітне випромінювання з пермалоєвої плівки, що знаходиться під дією параметричної накачки трисантиметрового діапазону довжин хвиль (проф. Мелков Г. А., с.н.с. Коблянський Ю. В., асп. Васючка В. І.)
У 2007 р. був створений нелінійний активний процесор для обробки мікрохвильових сигналів, що реалізує базові операції аналогової обробки сигналів у діапазоні НВЧ на базі феритових зразків залізо-ітрієвого гранату, зокрема, затримку сигналу, його підсилення, обернення в часі, операції кореляції та конволюції тощо (проф. Мелков Г. А., с.н.с. Коблянський Ю. В., інж. Васючка В. І., асп. Чумак А. В.).
Протягом 2008 р. була розвинена та оптимізована електродинамічна теорія резонатора поверхневої хвилі (РПХ) в прямокутному хвилеводі, проведено теоретичний аналіз РПХ з ланцюжками джозефсонівських контактів та мікрохвильових фільтрів на основі РПХ.
Крім того, було продемонстровано, що мікрохвильова параметрична накачка в тонких пермалоєвих (Py) плівках приводить до ефективного підсилення «сліду» квазістоячих спінових хвиль, які збуджуються завдяки двомагнонному розсіянню вхідного сигнального імпульсу довгохвильових дипольних спінових хвиль і, в подальшому, придушенні підсиленого сигналу завдяки параметричному збудженню короткохвильових обмінно-домінуючих спінових хвиль. Показано, що нелінійні взаємодії спінових хвиль в Py-плівках можна використати для розробки пристроїв мікрохвильової обробки сигналу і для вимірювання характеристик релаксації різних спін-хвильових груп (проф. Мелков Г. А., с.н.с. Коблянський Ю. В.).
Відкрито також ефект «внутрішньої нестабільності» мікрохвильової генерації в системах магнітних нанорозмірних контактів (МНК). Продемонстровано, що зі збільшенням кута намагнічування відбувається стрибкоподібний перехід між двома якісно відмінними станами контакту, що характеризуються наявністю біжучих спін-хвильових мод та локалізованих спін-хвильових мод типу «буллет». Встановлено вплив технологічного розкиду параметрів окремих МНК на ефективність їх фазової синхронізації. Визначена оптимальна відстань між МНК при якій ефективність фазової синхронізації найбільша (проф. Мелков Г. А., доц. Прокопенко О. В.).
У 2009 р. вперше досліджені нелінійні властивості штучного магнонного кристалу, утвореного з плівки ЗІГ шляхом створення на ній ґратки мікроциліндрів діаметром 2 мкм і висотою 0,1 мкм. Показана можливість зберігання мікрохвильової інформації в такій ґратці протягом часу, який на 4 порядки перевищує час релаксації спінових хвиль (проф. Мелков Г. А., с.н.с. Коблянський Ю. В.)
Також досліджена кінетична нестійкість спінових хвиль в умовах шумової накачки. Визначений поріг та спектральний склад магнонів, накопичених на дні спін-хвильового спектра (проф. Мелков Г. А., студ. Божко Д. А.).
Створена теорія мікрохвильових наногенераторів на основі шаруватих магнітних наноструктур з характерною вихідною потужністю від нВт до мВт. Показано, що за використання великої кількості наноструктур ці генератори можуть мати кращі параметри, ніж існуючі аналоги (доц. Прокопенко О. В.)
У 2010 р. було досліджено нелінійні властивості штучного середовища на основі намагніченої в площині 2D-ґратки невзаємодіючих між собою магнітних наночастинок циліндричної форми радіусом 1000 нм і менше. Показано, що ці властивості визначаються вибором розмірів наночастинок і можуть істотно відрізнятися від нелінійних властивостей об'ємних і плівкових матеріалів.
У 2012 р. вивчено фізичні особливості нового режиму роботи мікрохвильового детектора на основі магнітних наноструктур, показано, що такий детектор працює як нерезонансний пороговий детектор низькочастотних сигналів. Запропоновано модель альтернативного джерела енергії малої потужності на основі такої системи (доц. Прокопенко О. В.).
Протягом 2006—2012 рр. під керівництвом проф. Мелкова Г. А. виконувались такі позабюджетні наукові теми та міжнародні наукові гранти:
1. Грант НТЦУ № 3066 «Нелінійний мікрохвильовий процесор на основі залізо-ітрієвого гранату (ЗІГ)»;
2. грант ДФФД України Ф25.2/009 «Нелінійна динаміка та фазові переходи нерівноважного газу магнонів в тонких феритових плівках»;
3. спільний грант ДФФД разом з Національним фундаментальним фондом США UU34/008 «Динамічно керовані штучні магнонні кристали на основі ґраток нанорозмірних магнітних елементів».

У період 2006—2012 рр. під керівництвом проф. Мелкова Г. А. було захищено 2 кандидатські та 1 докторська дисертація.
Наукові результати, отримані протягом 2006—2012 рр. проф. Мелковим Г. А. та його колегами, були високо оцінені міжнародною та вітчизняною науковою спільнотою. Заслуги Мелкова Г. А., його колег та учнів були відмічені такими нагородами:
1. у 2006 р. стаття проф. Мелкова Г. А., опублікована в журналі «Nature», була визнана Американським інститутом фізики (США) однією з 10 найкращих робіт з фізики;
2. у 2006 р. проф. Мелков Г. А. був нагороджений Грамотою Президії Національної академії наук України;
3. у 2010 р. доц. Прокопенку О. В. була присуджена іменна стипендія «Токіо Боекі»;
4. у 2011 р. проф. Мелков Г. А. отримав звання Заслуженого професора Київського національного університету імені Тараса Шевченка;
5. у 2011 р. стаття проф. Мелкова Г. А. та доц. Прокопенка О. В., опублікована в журналі «Applied Physics Letters», була визнана Американським інститутом фізики (США) однією з найкращих робіт з фізики;
6. у 2012 р. доц. Прокопенку О. В. було присуджено премію імені Тараса Шевченка Київського національного університету імені Тараса Шевченка за цикл наукових праць.

Група співробітників під керівництвом доктора фізико-математичних наук професора Кошової С. В. проводила дослідження нелінійних електромагнітних і акустичних явищ в розподілених системах з сегнетоелектриками.
Були дослідженні процеси помноження частоти в хвилеводі, частково заповненого сегнетоелектриком, особливості параметричного підсилення і методи отримання синхронізму в такій системі (Гримальський В. В., Кононов М. В.).
Розроблені технологія і методи виготовлення діелектричних хвилеводів на основі поліетилену з різними наповнювачами. На основі таких хвилеводів розроблено конструкцію генераторів міліметрового діапазону довжин хвиль на лавинопролітних діодах і балансних змішувачів (Гажиєнко В. В., Кишенко Я. І., Кононов М. В., Кошова С. В.).
На підставі дослідження НВЧ властивостей напівпровідників з вузькою забороненою зоною була показана можливість генерації НВЧ коливань у напівпровідниках із безщілинною зоною за рахунок нестандартності закону дисперсії. Показана можливість застосування квазіоптичних резонансних структур з метою створення генераторів НВЧ коливань на безщілинних напівпровідниках. Була показана також можливість використання поверхневих хвиль для дослідження поверхневих станів безщілинних напівпровідників (Кошова С. В., Пустильнік О. Д.).
Досліджено взаємодію електромагнітних хвиль міліметрового та субміліметрового діапазону з інтегральними p-i-n-структурами і розроблено на їх основі новий клас керуючих приладів. Проводилась розробка радіолокаційних вимірювачів малих переміщень, а також окремих вузлів радіотехнічної системи дистанційного зондування середовищ (Кишенко Я. І., Кошова С. В.).
Визначені фізичні процеси, що обумовлюють швидкодію інтегральних поверхнево-орієнтованих p-i-n-структур. Запропоновані технологічні рішення для оптимізації параметрів та характеристик інтегральних p-i-n-структур. Розроблені широкосмугові модулятори високого рівня потужності міліметрового та субміліметрового діапазонів (Гримальский В. В., Кишенко Я. І., Кошова С. В.)

## Монографії, видані співробітниками кафедри
1. Мелков Г. А., Ільченко М. Є., Мирських Г. А. «Твердотільні НВЧ фільтри», 1977.
2. «Лазеры в криминалистике и судебных экспертизах» под ред. Н. Г. Находкіна та В. И. Гончаренко. К.: Вища школа, 1986, 231 с.
3. И. Ф. Коваль, В. Н. Лысенко, П. В. Мельник, Н. Г. Находкин «Атлас ионизационных спектров» Под ред. д.ф.м.н. Н. Г. Находкина К.: Выща школа. 1989, 232 #
4. «Ионизационная спектроскопия» под ред. акад. Н. Г. Находкина. Киев, Лыбедь. 1992. 212с.
5. Мелков Г. А., Гуревич А. Г. «Магнитные колебания и волны», Москва, 1994. 464 с.
6. Gurevich A.G., Melkov G.A. «Magnetization Oscillations and Waves», CRC Press, New York, London, Tokyo, 1996. 445 р.
7. T. V. Afanasieva, S. Yu. Bulavenko, I.F. Koval, H. J. W. Zandvliet, O. Gurlu «Diffusion of dimers on Si(001) and Ge(001) surfaces» (14 p.), in Book: «Recent Developments in Vacuum Science and Technology» / (Ed. by J. Dabrowski), Research Signpost, 2003, 316 р.
8. Oleksandr V. Prokopenko, Ilya N. Krivorotov, Thomas J. Meitzler, Elena Bankowski, Vasil S. Tiberkevich, and Andrei N. Slavin «Spin-torque microwave detectors» (21 p.), in Book: «Magnonics: From Fundamentals to Applications. Series: Topics in Applied Physics» / Ed. by Sergej O. Demokritov. — Vol. 125. — Springer-Verlag, 2012. — 200 p.